# Jonathan de Gaète
Jonathan (ou Jonathas, Italien Gionata; mort en juillet 1121), est un membre d'une lignée cadette de la famille Quarrel-Drengot, qui fut  duc de Gaète de 1113 jusqu'à sa mort.

## Règne
Jonathan est évoqué par le  Codex Caietanus qui précise qu'il était dans la quatrième année de sa minorité en 1116 et dans la septième année de son règne en 1119. ,,
Trois théories ont été émise sur son origine. Il aurait été le fils du comte Jonathan Ier de Carinola (en) ou son petit-fils né d'un fils anonyme, ou d'autre part le petit fils du comte Barthélemy de Carinola. Il est placé sous la régence de son cousin, ou oncle le comte Richard de Carinola.,,. Après la mort sans héritier du duc André de Gaète en 1113, le duché échoit au prince  Robert Ier de Capoue, qui en investit Jonathan et nomme Richard comme régent.
Des chartes souscrites entre  mars 1113 et juillet 1114  avec  Richard qui sont datées du règne conjoint (1092–1118) des empereurs byzantins Alexis Ier et Jean II témoignent de la semi-indépendance de Gaète. La succession de Jonathan ne se fait pas sans heurts. la veuve du duc Richard II tente avec son nouvel époux de se saisir du duché, mais Richard de Carinola réussit à s'en assurer la possession après une courte guerre.
Il n'y a aucun follis de Gaète attribué avec certitude au règne de Jonathan. Les spécimens avec les inscriptions « IOAN et IOHS DVX » pourraient lui appartenir, mais elles sont actuellement considérées comme émanant de  Jean IV (991–1012).